# Veranda

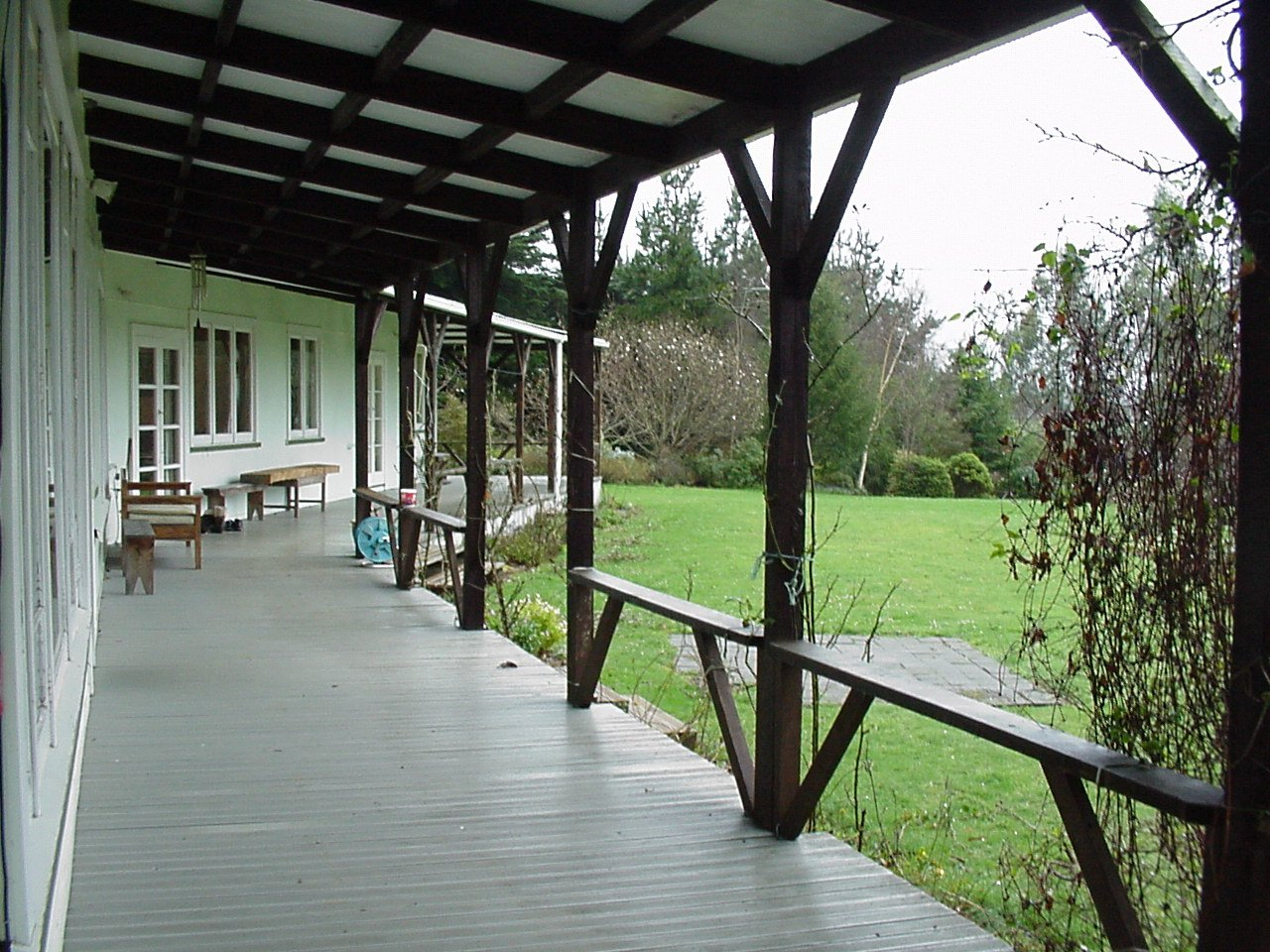
En öppen veranda.

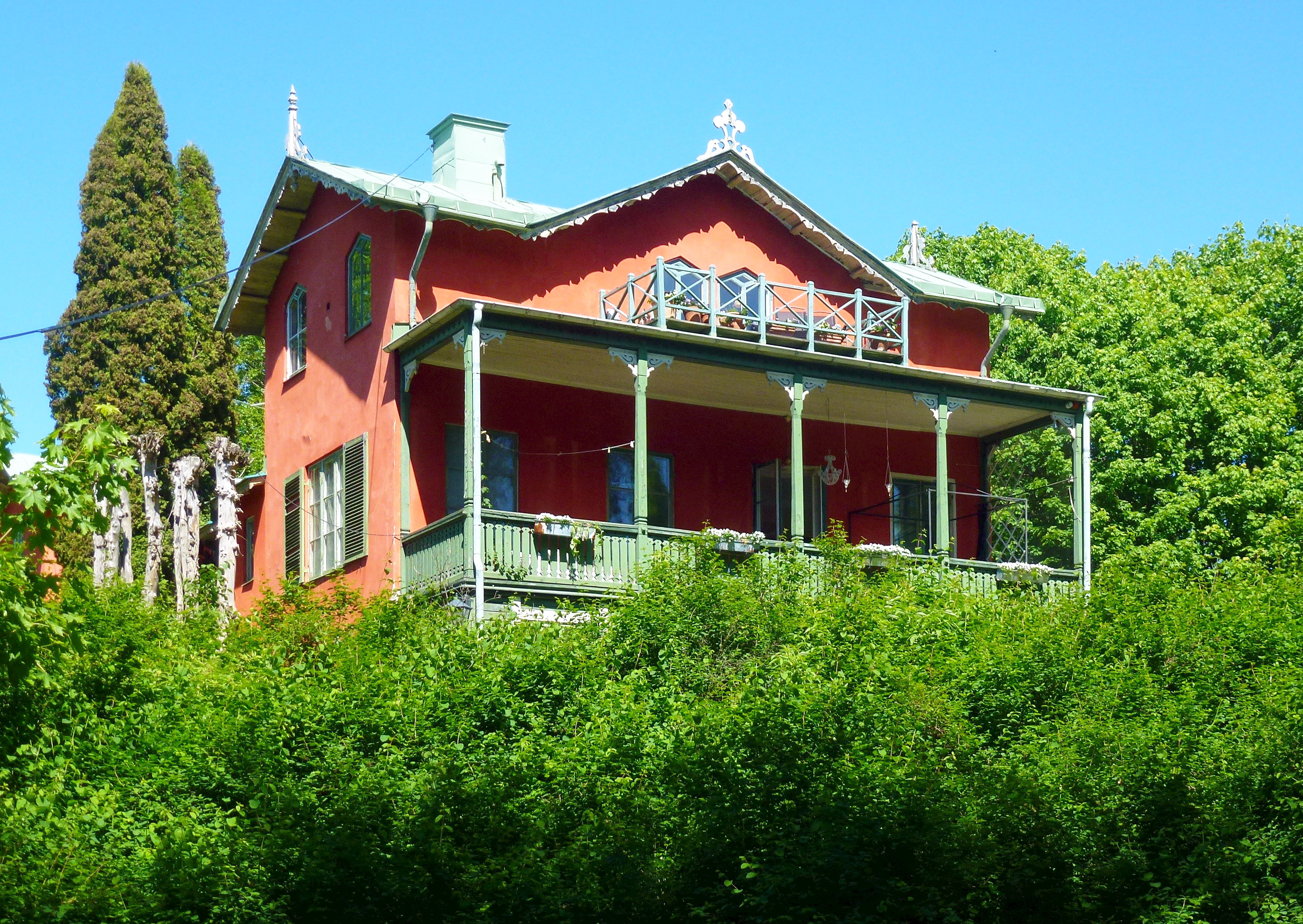
Grönstedts punschveranda på Villa Berglunda.

En veranda är en lång balkong som ligger i markplan. Verandan kan vara en mindre utbyggnad till ett hus i form av ett tak på pelare med ett räcke eller hela, fönsterförsedda väggar, ofta utförda i trä. Ordet kommer från det bengaliska ordet barandah. Verandan ger en skyddad entré.
Begreppet punschveranda associerar till stora verandor som ofta byggdes i Sverige under 1800-talets senare del för att sommartid dricka den då populära avecen punsch. Punschverandorna är oftast smyckade med rikt utsirade trädetaljer, så kallad snickarglädje och fönstren är i regel spröjsade, och de återfanns regelmässigt på tidens grosshandlarvillor och skärgårdsvillor i schweizerstil. En typisk punschveranda är  konjak- och punschhandlaren  Johan Daniel Grönstedts egen veranda på Villa Berglunda som ligger i Ulriksdals slotts område. Den lär även vara upphov till namnet.